# Aṇu
Pour les articles homonymes, voir Anu.
Aṇu (en sanskrit IAST ; devanāgarī : अणु) signifie « fin », « ténu », « minuscule » mais encore « atome » ou « unité infime de temps ou d'espace ». Dans la philosophie indienne et l'Āyurveda, aṇu désigne le plus souvent l'atome ou le plus petit élément issu d'un processus de quintuple mixtion (pañcikaraṇa) lié aux cinq mahābhūta.

## Dans le Sāṃkhya
Dans le Sāṃkhya les cinq éléments subtils (tanmātra) qui sont à la fois produits et productifs sont à l'origine des cinq éléments grossiers et distincts (Bhūta). Le Sāṃkhya ne mentionne pas le processus de décomposition et de recomposition des Bhūta qui est à la base de la formation du proto-atome (paramāṇu). Chaque élément grossier en lui-même est un atome (aṇu). Ainsi l'atome Espace (ākāśa aṇu) est produit par le tanmātra śabda. L'atome Air (vāyu aṇu) est issu des tanmātra śabda et sparśa avec une prédominance de sparśa. L'atome Feu (tejas aṇu) et le résultat du mélange des tanmātra śabda, sparśa et rūpa avec une prédominance du troisième. L'atome Eau (ap aṇu) est produit par les tanmātra śabda, sparśa, rūpa et rasa avec une prédominance du quatrième. Enfin, l'atome Terre (pṛthivī aṇu) est une combinaison des cinq tanmātra avec une prédominance de gandha.

## Dans le Vaiśeṣika
Parmi les six catégories fondamentales du Vaiśeṣika, dravya est celle des neuf substances élémentaires à savoir:
- la terre (pṛthivī);
- les eaux (āpas);
- le feu (tejas);
- le vent (vāyu);
- l'éther (ākāśa);
- le temps (kāla);
- l'espace (diś);
- l'âme, Soi ou pur je suis [note 1](ātman);
- Le mental ou l'esprit (manas).

Les cinq premières substances élémentaires sont matérielles tandis que les quatre dernières sont non matérielles au sens conceptuel et non subtil. Les substances élémentaires matérielles sont appelées bhūta (éléments) et sont constitués d'atomes (aṇu ou paramāṇu selon les auteurs pour désigner l'unité élémentaire atomique indivisible et indestructible). Ces cinq bhūta composés d'aṇu ou de paramāṇu sont dans le Vaiśeṣika des réalités éternelles et indestructibes<.

## Dans le Vedānta
Dans le Vedānta et plus particulièrement l'Advaita Vedānta, Ādi Śaṅkara introduit dans son petit traité appelé pañcikaraṇam le concept de quintuple mixtion des éléments grossiers (mahābhūta). Ce processus connu sous le terme pañcikaraṇa a été exposé au XIVe siècle par Vidyāraṇya dans son traité intitulé Pañcadaśī. La quintuple mixtion des mahābhūta est à l'origine des paramāṇu, unités élémentaires subtiles qui par combinaison composent les aṇu (atome subtil).

## Dans l'Āyurveda
Dans l'Āyurveda qui n'est pas une philosophie mais une médecine en Inde, le paramāṇu (unité élémentaire atomique) découle de la quintuple mixtion des mahābhūta (pañcikaraṇa). Il y a donc cinq paramāṇu qui sont: pṛthivī paramāṇu (élément élémentaire ou particule Terre), jala paramāṇu (particule Eau), tejas paramāṇu (particule Feu), vāyu paramāṇu (particule Air) et ākāśa paramāṇu (particule Espace). Un atome ou aṇu résulte de la combinaison de ces cinq paramāṇu. Il y a donc cinq aṇu de base qui sont pṛthivī aṇu (atome Terre), jala aṇu (atome Eau), tejas aṇu (atome Feu), vāyu aṇu (atome Air) et ākāśa aṇu (atome Espace). Une molécule procède de la combinaison en proportion diverse de ces cinq aṇu.

## Dans le Bouddhisme
Il n'y a pas dans le bouddhisme primitif de théorie atomique. Celle-ci apparaît plus tardivement dans le bouddhisme ancien et fut probablement introduite par les Sarvāstivādin au contact avec les Vaiśeṣika.

### Sarvāstivāda
Dans le Sarvāstivāda les atomes sont composés de particules (paramāṇu) des quatre éléments primaires (Terre Eau, Feu, Vent). Ces particules ne peuvent jamais être dissociées les unes des autres. De plus, elles sont considérées comme évasives car elles n'ont pas d'existence objective en dehors d'elles-mêmes.
Le paramāṇu est considéré comme une unité élémentaire matérielle indivisible. Sept de ces paramāṇu constituent dans le Sarvāstivāda un aṇu encore trop petit pour être perçu. Il faut sept aṇu  pour constituer une particule atomique qu'un bouddha puisse percevoir.